# Puppet on a String (canción de Elvis Presley)
"Puppet on a String" ("Marioneta de una cuerda") es una canción infantil compuesta por Sid Tepper y Roy C. Bennett grabada y popularizada por Elvis Presley en 1964 para la banda sonora de la película Girl Happy.  La canción entró en varias listas de la revista Billboard en 1965.

## Grabación y ediciones
Elvis Presley grabó la canción en los estudios de Radio Recorders de Hollywood, California, el 10 de junio de 1964. La toma # 11 fue la escogida para el máster que se utilizó en el álbum del soundtrack de la película Girl Happy protagonizada por Presley y Shelley Fabares. La canción fue publicada bajo licencia de Gladys Music, Inc. 
Al margen del álbum, la compañía RCA  editó en 1965  "Puppet on a String" en formato de disco sencillo con otro tema destinado al público infantil, Wooden Heart en su cara B el cual ya había sido parte de la banda sonora de otra película de Presley conocida como G. I. Blues o "El blues del soldado".  Ambos temas tienen como nexo en común las marionetas. 
Años más tarde la compañía volvería a editar "Puppet on a String" y "Wooden Heart" en un álbum compilado dedicado una vez más al público infantil, titulado Elvis Sings For Children And Grownups Too !.

## Recepción
El sencillo fue certificado como disco de oro por la RIAA en 1992 durante la mayor entrega de premios dada por la compañía a un artista (110 discos de oro, platino y multiplatino).  El álbum conteniendo ambos temas del sencillo,"Elvis Sings For Children And Grownups Too !" también logró el premio de oro posteriormente en 2011.
La canción entró en la lista Billboard Hot 100 alcanzando el puesto # 14 y luego en diciembre de 1965 entró en varias listas de Billboard Top Sellers in Top Markets  logrando el puesto # 5 del Top 40.  En Canadá "Puppet on a String logró la posición más alta para el tema con un puesto # 3 con una estadía en las listas de 10 semanas.

## Listas
| Lista (1965)                    | Posición lograda |
| ------------------------------- | ---------------- |
| Billboard Hot 100               | 14               |
| Billboard Top 40 Easy Listening | 5                |
| Canadá                          | 3                |